# Gregor Gharibjan

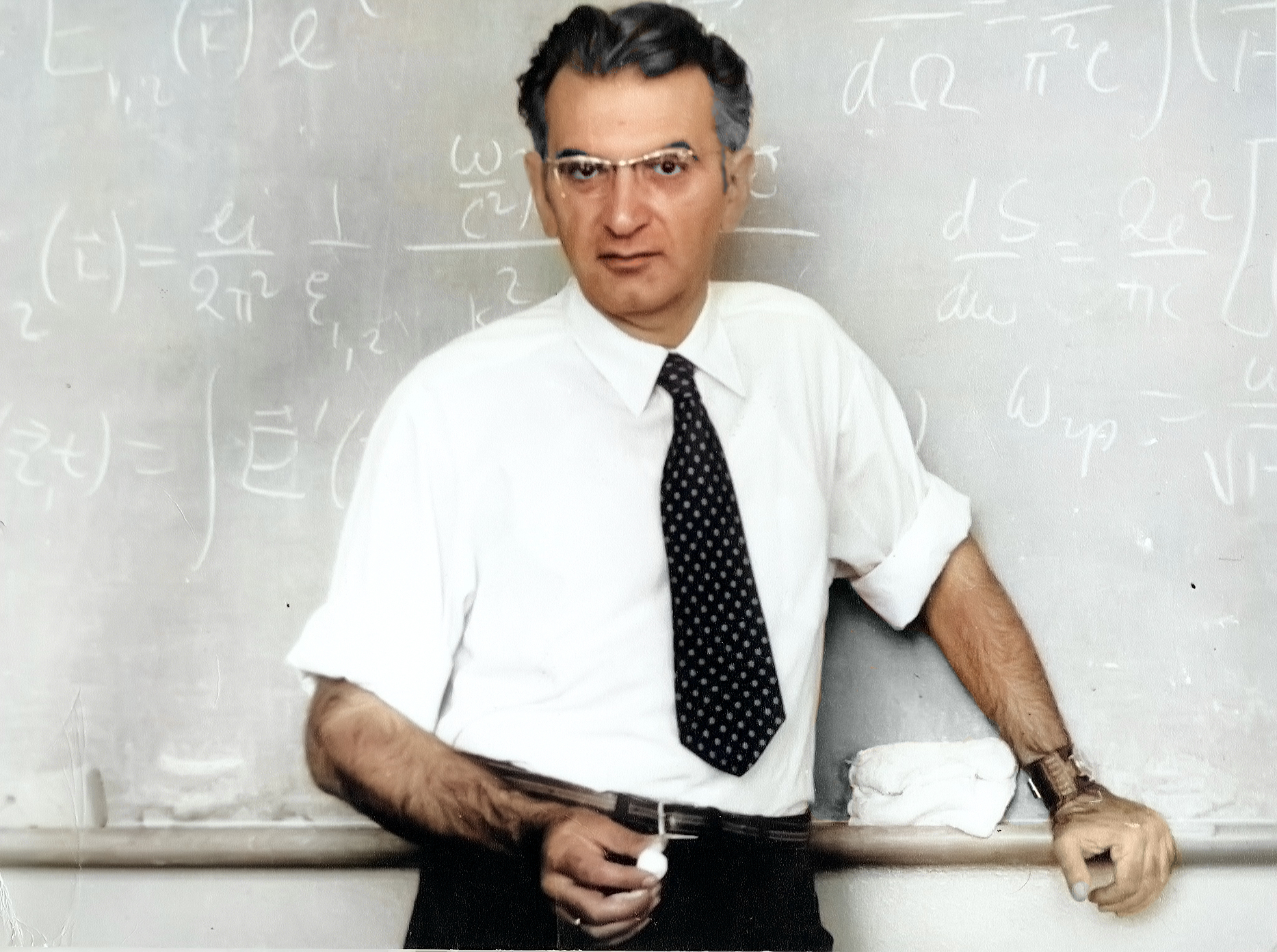
Gregor Gharibjan

Gregor Margari Gharibjan (armenisch Գրիգոր Մարգարի Ղարիբյան, russisch Григорий Маркарович Гарибян; * 13. Dezember 1924 in Tiflis; † 8. Juni 1991 in Jerewan) war ein armenisch-sowjetischer Physiker und Hochschullehrer.

## Leben
Gharibjan, Sohn eines Arztes, besuchte die Schule in Baku, wohin seine Familie umgezogen war. Als 1942 die Brüder Abram Alichanow und Artem Alichanjan auf dem Aragaz nach Protonen als dritte Komponente der kosmischen Strahlung  suchten, begeisterte Gharibjan sich für Physik. Nach dem Schulabschluss 1943 studierte er an der physikalischen Fakultät der Lomonossow-Universität Moskau mit Abschluss 1948. Anschließend wurde er Leiter des Laboratoriums des Jerewaner Physikalischen Instituts. 1952 wurde er zum Kandidaten der physikalisch-mathematischen Wissenschaften promoviert. Seine Arbeitsschwerpunkte waren die Quantenelektrodynamik, die Astrophysik, die Physik der kosmischen Strahlung sowie der Durchgang geladener Teilchen durch Materie. Besonders beeinflusst wurde er durch I. J. Pomerantschuk. Gharibjan untersuchte theoretisch die Elektronenbremsstrahlung, die Strahlung relativistischer Elektronen, die Elektron-Positron-Paarbildung und -Annihilation sowie die Bewegung von Sternen und Nebeln im Magnetfeld. 1959 wies er experimentell die 1945 von W. L. Ginsburg und I. M. Frank vorhergesagte Übergangsstrahlung nach. Er zeigte, dass die abgegebene Energie linear vom Lorentzfaktor der elektrischen Ladung abhängt.
1961 wurde Gharibjan zum Doktor der physikalisch-mathematischen Wissenschaften promoviert. 1963 wurde er Korrespondierendes Mitglied und 1971 Wirkliches Mitglied der Akademie der Wissenschaften der Armenischen Sozialistischen Sowjetrepublik. 1973 folgte die Ernennung zum Professor.

## Ehrungen
- Jubiläumsmedaille „Zum Gedenken an den 100. Geburtstag von Wladimir Iljitsch Lenin“
- Orden des Roten Banners der Arbeit (1971, 1981)